# HD 116713
HD 116713，又名CD-39 8246，SAO 204465、HR 5058，是一颗恒星，视星等为5.09，位于銀經310.14，銀緯22.63，其B1900.0坐标为赤經13h 20m 19.7s，赤緯-39° 22.63′ 59″。